# Brachiaria
Brachiaria es un género de plantas herbáceas perteneciente a la familia de las poáceas. Es originario de África y de la región del Mediterráneo. Comprende 212 especies descritas y de estas, solo 123 aceptadas.

## Descripción
Plantas anuales, laxamente cespitosas. Hojas con vaina pubescente; lígula representada por una línea de pelos; limbo plano. Inflorescencia formada por racimos unilaterales dispuestos a lo largo de un eje trígono y pubescente. Espiguillas cortamente pedunculadas, con flor inferior masculina y la superior hermafrodita. Glumas muy desiguales; la inferior membranosa, con nervios apenas marcados; la superior tan larga como la espiguilla, submembranosa, con 5 nervios y dorso convexo, setoso-pubescente. Flor inferior con lema submembranosa tan larga como la de la flor superior, pubescente; pálea más corta que la lema, membranosa. Flor superior con lema sin nervios aparentes, coriácea, glabra; pálea tan larga como la lema, con 2 quillas, coriácea en la madurez. Cariopsis elipsoidea o subesférica.

## Taxonomía
El género fue descrito por (Trin.) Griseb. y publicado en Flora Rossica 4(14): 469. 1853.
Etimología
El nombre de este género deriva del latín brachium = (brazo), en alusión a la forma de llevar los racimos.
Citología
El número cromosómico básico del género es x = 9, con números cromosómicos somáticos de 2n = 18. 2 ploide. Cromosomas relativamente "pequeños". Nucléolos persistentes.

## Especies aceptadas
A continuación se brinda un listado de las especies del género Brachiaria aceptadas hasta abril de 2014, ordenadas alfabéticamente. Para cada una se indica el nombre binomial seguido del autor, abreviado según las convenciones y usos.
- Brachiaria adspersa (Trin.) Parodi (1969)
- Brachiaria advena Vickery (1951)
- Brachiaria albicoma (Swallen & García-Barr.) Zuloaga & Soderstr. (1985)
- Brachiaria ambigens Chiov. (1951)
- Brachiaria antsirabensis A.Camus (1930)
- Brachiaria argentea (R.Br.) Hughes (1923)
- Brachiaria arida (Mez) Stapf (1919)
- Brachiaria arizonica (Scribn. & Merr.) S.T.Blake (1969)
- Brachiaria arrecta (T.Durand & Schinz) Stent (1924)
- Brachiaria atrisola (R.D.Webster) B.K.Simon (1992)
- Brachiaria bemarivensis A.Camus (1925)
- Brachiaria benoistii A.Camus (1954)
- Brachiaria bovonei (Chiov.) Robyns (1932)
- Brachiaria breviglumis Clayton (1980)
- Brachiaria brevispicata (Rendle) Stapf (1919)
- Brachiaria brizantha (A.Rich.) Stapf (1919)
- Brachiaria burmanica Bor (1950)
- Brachiaria capuronii A.Camus (1957)
- Brachiaria chusqueoides (Hack.) Clayton (1980)
- Brachiaria ciliatissima (Buckley) Chase (1920)
- Brachiaria clavipila (Chiov.) Robyns (1932)
- Brachiaria comata (A.Rich.) Stapf (1919)
- Brachiaria coronifera Pilg. (1936)
- Brachiaria decaryana A.Camus (1957)
- Brachiaria decumbens Stapf (1919)
- Brachiaria deflexa (Schumach.) C.E.Hubb. ex Robyns (1932)
- Brachiaria dictyoneura (Fig. & De Not.) Stapf (1919)
- Brachiaria dimorpha A.Camus (1925)
- Brachiaria distachya (L.) Stapf (1919)
- Brachiaria distachyoides Stapf (1919)
- Brachiaria dura Stapf (1919)
- Brachiaria echinulata (Mez) Parodi (1969)
- Brachiaria eminii (Mez) Robyns (1932)
- Brachiaria epacridifolia (Stapf) A.Camus (1950)
- Brachiaria eruciformis (Sm.) Griseb. (1853)
- Brachiaria falcifera (Trin. ex Nees) Stapf (1919)
- Brachiaria fasciculata (Sw.) Parodi (1969)
- Brachiaria foliosa (R.Br.) Hughes (1923)
- Brachiaria fragrans A.Camus (1935)
- Brachiaria fruticulosa A.Camus (1957)
- Brachiaria fusiformis Reeder (1948)
- Brachiaria gilesii (Benth.) Chase (1920)
- Brachiaria glomerata (Hack.) A.Camus (1931)
- Brachiaria grossa Stapf (1919)
- Brachiaria holosericea (R.Br.) Hughes (1923)
- Brachiaria humbertiana A.Camus (1932 publ. 1933)
- Brachiaria humidicola (Rendle) Schweick. (1936)
- Brachiaria jaliscana Santana Mich. (1992)
- Brachiaria jubata (Fig. & De Not.) Stapf (1919)
- Brachiaria kurzii (Hook.f.) A.Camus (1922)
- Brachiaria lachnantha (Hochst.) Stapf (1919)
- Brachiaria lactea (Mez) A.Camus (1946)
- Brachiaria laeta (Mez) A.Camus (1935)
- Brachiaria lata (Schumach.) C.E.Hubb. (1938)
- Brachiaria lateritica A.Camus (1946)
- Brachiaria leandriana Bosser, Adansonia, n.s. (1966)
- Brachiaria leersioides (Hochst.) Stapf (1919)
- Brachiaria leucacrantha (K.Schum.) Stapf (1919)
- Brachiaria lindiensis (Pilg.) Clayton (1981)
- Brachiaria longiflora Clayton (1980)
- Brachiaria lorentziana (Mez) Parodi (1969)
- Brachiaria malacodes (Mez & K.Schum.) H.Scholz (1978)
- Brachiaria marlothii (Hack.) Stent (1924)
- Brachiaria megastachya (Nees ex Trin.) Zuloaga & Soderstr. (1985)
- Brachiaria mesocoma (Nees) A.Camus (1931)
- Brachiaria meziana Hitchc. (1908)
- Brachiaria mollis (Sw.) Parodi (1969)
- Brachiaria multiculma (Andersson) Laegaard & Renvoize (2006)
- Brachiaria munae Basappa, Proc. Indian Acad. Sci. (1984)
- Brachiaria mutica (Forssk.) Stapf (1919)
- Brachiaria nana Stapf (1919)
- Brachiaria nigropedata (Ficalho & Hiern) Stapf (1919)
- Brachiaria nilagirica Bor (1973)
- Brachiaria notochthona (Domin) Stapf (1920)
- Brachiaria oblita (Swallen) Tovar (1986)
- Brachiaria occidentalis C.A.Gardner & C.E.Hubb. (1938)
- Brachiaria oligobrachiata (Pilg.) Henrard (1940)
- Brachiaria ophryodes Chase (1920)
- Brachiaria orthostachys (Mez) Clayton (1966)
- Brachiaria ovalis Stapf (1919)
- Brachiaria paucispicata (Morong) Clayton (1987)
- Brachiaria perrieri A.Camus (1931)
- Brachiaria piligera (F.Muell. ex Benth.) Hughes (1923)
- Brachiaria plantaginea (Link) Hitchc. (1909)
- Brachiaria platynota (K.Schum.) Robyns (1932)
- Brachiaria platyphylla (Munro ex C.Wright) Nash (1903)
- Brachiaria polyphylla (R.Br.) Hughes (1923)
- Brachiaria praetervisa (Domin) C.E.Hubb. (1934)
- Brachiaria psammophila (Welw. ex Rendle) Launert (1970)
- Brachiaria pseudodichotoma Bosser, Adansonia, n.s. (1966)
- Brachiaria pubescens (Chiov.) S.M.Phillips (1991)
- Brachiaria pubigera (Roem. & Schult.) S.T.Blake (1969)
- Brachiaria pungipes Clayton (1980)
- Brachiaria ramosa (L.) Stapf (1919)
- Brachiaria remota (Retz.) Haines (1924)
- Brachiaria reptans (L.) C.A.Gardner & C.E.Hubb. (1938) - rabo de zorra[5] en Cuba
- Brachiaria reticulata Stapf (1919)
- Brachiaria rugulosa Stapf (1919)
- Brachiaria ruziziensis Germ. & C.M.Evrard (1953)
- Brachiaria scalaris Pilg. (1928)
- Brachiaria schoenfelderi C.E.Hubb. & Schweick. (1936)
- Brachiaria semiundulata (Hochst.) Stapf (1919)
- Brachiaria semiverticillata (Rottler) Alston (1931)
- Brachiaria serpens (Kunth) C.E.Hubb. (1940)
- Brachiaria serrata (Thunb.) Stapf (1919)
- Brachiaria serrifolia (Hochst.) Stapf (1919)
- Brachiaria stefaninii Chiov. (1928)
- Brachiaria stigmatisata (Mez) Stapf (1919)
- Brachiaria subquadripara (Trin.) Hitchc. (1931)
- Brachiaria subrostrata A.Camus (1927)
- Brachiaria subulifolia (Mez) Clayton (1980)
- Brachiaria tanimbarensis Ohwi (1947)
- Brachiaria texana (Buckley) S.T.Blake (1969)
- Brachiaria tsiafajavonensis A.Camus (1925)
- Brachiaria turbinata Van der Veken (1958)
- Brachiaria umbellata (Trin.) Clayton (1980)
- Brachiaria umbratilis Napper (1963)
- Brachiaria urocoides S.L.Chen & Y.X.Jin (1984)
- Brachiaria uzondoiensis Sánchez-Ken (2007)
- Brachiaria villosa (Lam.) A.Camus (1922)
- Brachiaria whiteana (Domin) C.E.Hubb. (1934)
- Brachiaria windersii C.E.Hubb. (1938)
- Brachiaria wittei Robyns (1932)
- Brachiaria xantholeuca (Schinz) Stapf (1919)

## Importancia económica
Es significativa la especie de maleza: B. eruciformis.